# Бекешевська сільська рада
Бекеше́вська сільська рада (рос. Бекешевский сельский совет) — муніципальне утворення у складі Баймацького району Башкортостану, Росія. Адміністративний центр — село Бекешево.

## Населення
Населення — 1394 особи (2019, 1644 в 2010, 1769 в 2002).

## Склад
До складу поселення входять такі населені пункти:
| Населений пункт | Населення, осіб (2002) | Населення, осіб (2010) |
| --------------- | ---------------------- | ---------------------- |
| Бекешево, село  | 775                    | 711                    |
| Куянтаєво, село | 994                    | 933                    |